# 교토부립 아야베 고등학교
교토부립 아야베 고등학교(京都府立綾部高等学校)는 일본 교토부 아야베시에 있는 공립 고등학교이다.